# Sybra brevelineata
Sybra brevelineata là một loài bọ cánh cứng trong họ Cerambycidae.